# 拉斯梅賽德斯市

拉斯梅賽德斯市（西班牙語：Municipio Las Mercedes），是委內瑞拉的一個市，位於該國中部瓜里科州，首府設於拉斯梅賽德斯，面積7,691平方公里，2001年人口23,734，人口密度每平方公里3.1人。
8°30′37″N 66°30′11″W / 8.5103°N 66.5031°W